# Rosa 'Clair Renaissance'
Rosa 'Clair Renaissance' — сорт роз, относится к классам Шрабы, Чайно-гибридные розы.
Роза Clair™ из коллекции Renaissance® компании Poulsen Roses используется а качестве декоративного садового растения и на срезку.

## Биологическое описание
Куст прямостоячий, высота куст 100—150 см, иногда выше, ширина 60—120 см.
Листья тёмно-зелёные, блестящие.
Цветки одиночные или в кистях до 5 штук, махровые, чашевидные, старинной формы, молочно-розовые, аромат по разным оценкам от умеренного до сильного. Диаметр 8—12 см.
Лепестков более 25.
Цветение непрерывное или повторное.

## В культуре
Зоны морозостойкости (USDA-зоны): от 7b до 10b.
Опыт выращивания в средней полосе России (с укрытием на зиму) успешный.

## Награды
- Certificate of Commendation. Glasgow Rose Trials. 2003
- Award (misc). Denmark (misc) Show. 2001
- Fragrance (misc). Holland (misc) Show. 1999[1]
- Premio Speciale la Rosa Multicolore Piu Bella. Roma, Italy. 2007
- First prize. Rose festival in Bogense. 2007
- Certificate of Merit. Roeulx Belgien. 1996
- Silver Medal. Keukenhof VKC Holland. 1996
- 3rd prize. Kolding Denmark. 2005
- 3rd prize. Kolding Denmark. 2001
- Bronze Medal. Gifu Japan. 2004
- The Lord Provosts Cub. Glasgow Scotland. 2004
- Tollcross Fragrance Prize. Glasgow Scotland. 2004
- Certificate of Commendation. Glasgow Scotland. 2003
- Fragrance Award. Den Haag Holland. 1999
- Recommendation Certificate. Den Haag Holland. 1999
- Recommendation Certificate. Hradec Krбlovй Czech Republic. 1999
- Silver Medal. Monza Italy. 1996
- Certificate of Merit. Roeulx Belgien. 1996[4]

## Болезни и вредители
Устойчивость к мучнистой росе и чёрной пятнистости высокая. Устойчивость к дождю средняя.